# Janique Brüning
Janique Brüning (* 7. Juli 1976) ist eine deutsche Rechtswissenschaftlerin und Hochschullehrerin an der Christian-Albrechts-Universität zu Kiel.

## Leben
Brüning nahm 1995 an der Universität Hamburg das Studium der Rechtswissenschaften auf, wechselte 1996 aber an die Universität Kiel, wo sie 2000 ihr Erstes Juristisches Staatsexamen ablegte. Anschließend arbeitete sie bis 2002 als wissenschaftliche Mitarbeiterin von Thomas Rönnau an der Bucerius Law School in Hamburg. Ihr daran anschließendes Referendariat am Hanseatischen Oberlandesgericht Hamburg schloss sie 2004 mit dem Zweiten Staatsexamen ab. 2003 wurde sie in Kiel mit einer von Heribert Ostendorf betreuten Schrift zum Richtervorbehalt zur Dr. iur. promoviert. Nach einem Lehrauftrag an der Bucerius Law School arbeitete Brüning dort als wissenschaftliche Assistentin zunächst von Frank Saliger, danach von Erich Samson. Im Wintersemester 2008/09 vertrat sie einen Lehrstuhl an der Universität Greifswald.
Im Mai 2014 schloss Brüning nach zweifacher Elternzeit in Kiel ihr Habilitationsverfahren ab, woraufhin die Universität Kiel ihr die Venia legendi für die Fächer Strafrecht, Strafprozessrecht, Wirtschaftsstrafrecht und	Sanktionenrecht verlieh. Seit dem Wintersemester 2016/17 ist sie Inhaberin des ordentlichen Lehrstuhls für Strafrecht, Strafprozessrecht, Wirtschaftsstrafrecht und Sanktionenrecht an der Universität Kiel sowie Direktorin des Instituts für Kriminalwissenschaften. Seit August 2023 ist sie zudem im zweiten Hauptamt Richterin im 1. Strafsenat des Schleswig-Holsteinischen Oberlandesgerichts.
Brüning ist verheiratet und Mutter eines Sohnes und einer Tochter.

## Schriften
Brünings Forschungsschwerpunkte liegen vor allem im Wirtschaftsstrafrecht sowie im Strafprozessrecht. Hierbei liegt, bereits ausgewiesen durch ihre Dissertation sowie zahlreiche Aufsätze, ein besonderer Schwerpunkt auf dem Richtervorbehalt. 
- Der Richtervorbehalt im strafrechtlichen Ermittlungsverfahren. Nomos, Baden-Baden 2005, ISBN 978-3-8329-1329-8 (Dissertation).
- Das Verhältnis des Strafrechts zum Disziplinarrecht unter besonderer Berücksichtigung der verfassungsrechtlichen Grenzen staatlichen Strafens. Nomos, Baden-Baden 2017, ISBN 978-3-8487-2952-4 (Habilitationsschrift).